# میشل کاهام
میشل کاهام (انگلیسی: Michel Kaham؛ زادهٔ ۱ ژوئن ۱۹۵۱) بازیکن سابق وی مربی فوتبال اهل کامرون است.
از باشگاه‌هایی که در آن بازی کرده‌است می‌توان به باشگاه فوتبال والنسین اشاره کرد.
وی همچنین در تیم ملی فوتبال کامرون بازی کرده‌است.